# Leprolochus spinifrons
Leprolochus spinifrons är en spindelart som beskrevs av Simon 1893. Leprolochus spinifrons ingår i släktet Leprolochus och familjen Zodariidae. Inga underarter finns listade i Catalogue of Life.